# 賴諾普利/氨氯地平
賴諾普利/氨氯地平是治疗高血壓的口服药物。由血管紧张素转换酶抑制剂ー賴諾普利与鈣通道阻滯劑ー氨氯地平组成。当两种药物单独使用可以將血压控制良好後，就可以轉換成此複方藥。
副作用包括可能低血壓、腎功能衰竭、肝病、咳嗽和高鉀血症。服用血管紧张素转换酶抑制剂而曾出现血管性水肿的患者不宜使用此药。不建议在怀孕或母乳哺育期使用。賴諾普利會减少血管紧张素II並增加缓激肽，而氨氯地平则會减少钙进入心脏和血管壁的肌肉细胞。
此药物于 2008 年在欧洲取得医疗使用許可。名列世界卫生组织基本药物标准清单。 虽在印度和欧洲有銷售，但至 2019 年，在加拿大、澳大利亚或美国並尚未上市。